# Maserati Levante

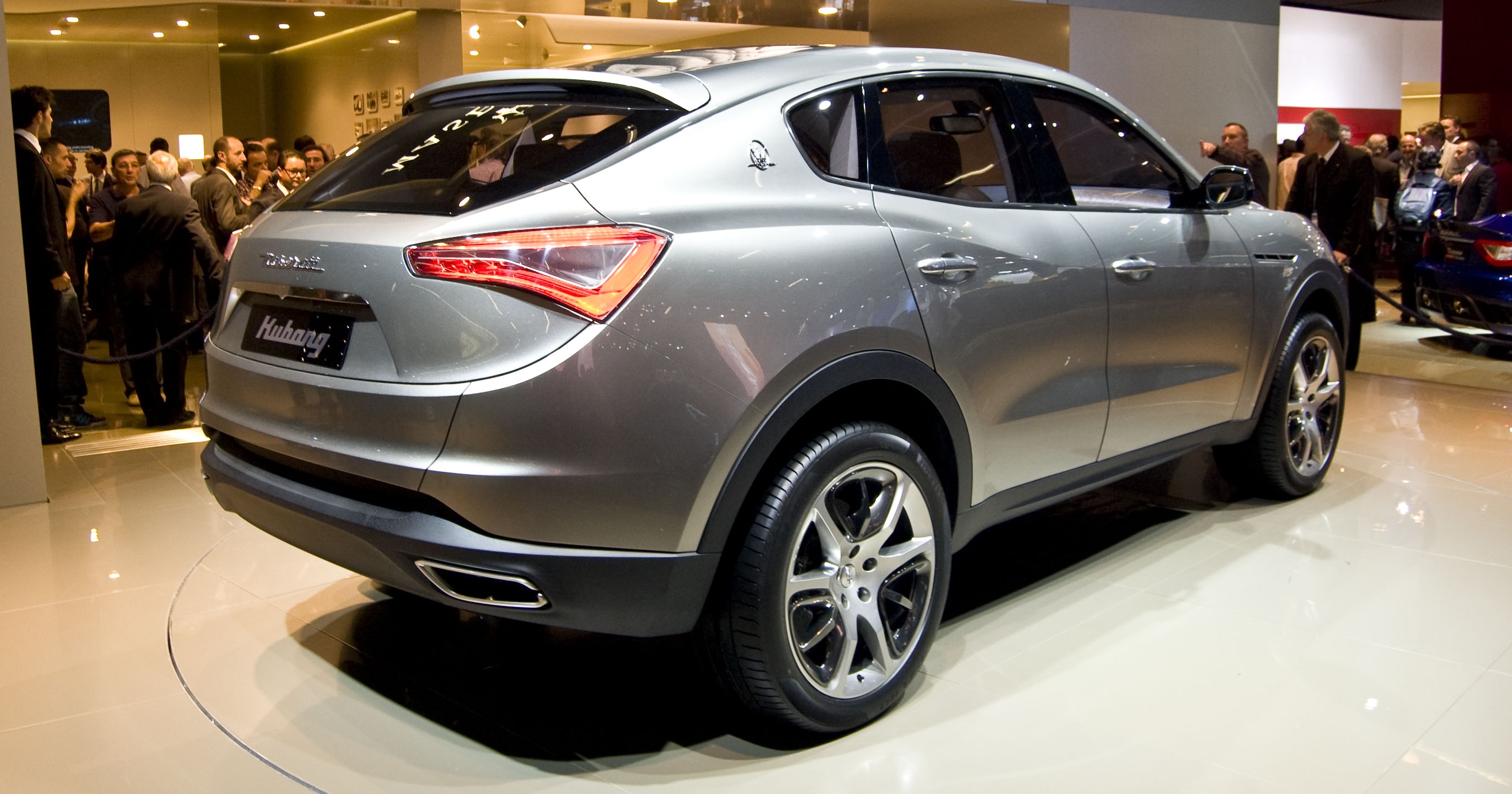
Vista posterior del Maserati Kubang.

El Maserati Levante es el primer automóvil todoterreno fabricado por la marca italiana Maserati.

## Historia
El prototipo fue presentado en el Salón del Automóvil de Fráncfort de 2011 con el nombre de Maserati Kubang, sin embargo el modelo de producción adoptará la denominación Levante según se anunció en 2012 en el Salón del Automóvil de París. Entrará en producción en 2014 y se producirá en Estados Unidos para todo el mundo, convirtiéndose en el primer Maserati fabricado fuera de Italia. El modelo, junto con el nuevo Quattroporte y el Ghibli, forma parte de una nueva generación de automóviles Maserati con los que la marca pretende alcanzar en 2015 unas ventas globales de más de 50.000 unidades anuales según indicó Harald Wester, consejero delegado de Maserati.

## Especificaciones

### Diseño
El diseño ha sido realizado por el Centro Stile Maserati. En el Levante se puede apreciar la típica calandra de Maserati, presidida como es habitual con el tridente, logotipo de la marca que se repite en los pilares de las puertas traseras. La línea lateral tiene cierto parecido a la del Maserati Quattroporte aparecido en 2004.

### Plataforma
La plataforma que se toma como base para el Levante es una actualización de la del Jeep Grand Cherokee presentado en 2011.

### Mecánicas
Los motores son específicos para este modelo. Se producen en la planta de Ferrari Maranello en Italia y han sido diseñados por Paolo Martinelli, jefe del departamento de motores de la firma y durante treinta años responsable del de Ferrari. Otros elementos como el sistema de suspensiones, los frenos o el cambio de marchas automático de ocho velocidades son producidos en la planta de Maserati Módena y han sido proyectados específicamente para el modelo.

## Fábricas
El Maserati Levante se fabrica en la planta de Chrysler Jefferson, en Detroit, Estados Unidos.

## Denominación
El nombre Kubang utilizado para el prototipo ya había sido utilizado por Maserati en el Kubang GT Wagon, un prototipo de todoterreno diseñado por Giorgetto Giugiaro que la marca había presentado en 2003 en el Salón del Automóvil de Detroit, años antes de la aparición del modelo de producción.
Para la versión de producción se decidió utilizar la denominación Levante, nombre de la calle donde los hermanos Maserati iniciaron la actividad de su empresa en 1914, un siglo antes de la aparición del modelo.